# Комблу
Комблу (фр. Combloux) је насељено место у Француској у региону Рона-Алпи, у департману Горња Савоја.
По подацима из 2011. године у општини је живело 2080 становника, а густина насељености је износила 120,44 становника/km².

## Демографија
| 1962. | 1968. | 1975. | 1982. | 1990. | 2011. |
| ----- | ----- | ----- | ----- | ----- | ----- |
| 1.029 | 1.151 | 1.151 | 1.379 | 1.716 | 2.080 |